# Amos Nathan Tversky
Amos Nathan Tversky (Haifa, Palesztina, ma Izrael, 1937. március 16. – Stanford, Kalifornia, 1996. június 2.) kognitív és matematikai pszichológus, aki úttörője volt a kognitív tudományoknak.

## Életútja
Tversky Izraelben egészen pontosan Haifában született. Az Izraeli Védelmi Erőknél szolgált (légi deszantosként), ahol egészen kapitányi rangig vitte, és bátorságáért kitüntetésben részesült. Tanulmányait a Jeruzsálemi Héber Egyetemen végezte. Doktori fokozatot az Ann Arbori Michigeni Egyetemen szerezte 1964-ben. Mielőtt a Stanfordi Egyetemre került volna, a Jeruzsálemi Héber Egyetemen tanított. MacArthur Közösségi Díjban részesült 1984-ben. Barbara Tversky-t vette feleségül, aki jelenleg a Columbiai Egyetem Tanárképző Karán az emberi fejlődési tanszék professzora. Bőrrákban halt meg. Posztumusz díjat kapott Daniel Khanemannal együtt a Lousville Egyetemtől 2003-ban.

## Munkássága

### Együttműködései
Hosszú távon együttműködött Daniel Kahnemannal, akivel közösen vizsgálták az emberi gondolkodás folyamatainak működését, és fedezték fel az ember kockázatértékelő mechanizmusait. Korai munkásságának zöme a mérés alapjaival foglalkozott. Társszerzője volt egy három kötetes tanulmánynak, melynek címe: A mérés alapjai (Foundations of Measurement). Kahnemannal közös munkája a valószínűségérzékelés pszichológiájára fókuszált. Kettejük nevéhez köthető a kilátáselmélet, melynek célja, hogy magyarázza az emberi irracionális gazdasági döntéseket. Ezen munkásságukért, Daniel Kahneman Nobel-díjat kapott. A későbbiekben Kahnemann a The New York Timesnak úgy nyilatkozott, hogy ezt a díjat valójában közösen kapták." Tversky számos publikációban együtt dolgozott Thomas Gilovich, Paul Slovic és Richard Thaler tudósokkal.

### Kilátáselmélet

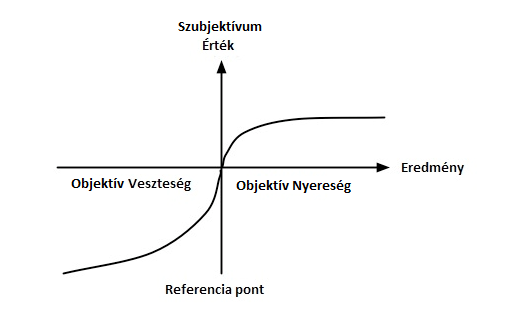
Kilátáselmélet: A grafikon képét tapasztalati úton nyerték. Lehet látni, hogy ugyanakkora veszteség esetén más szubjektív értéket kapunk, mint ugyanakkora nyereség esetén.

A tisztán matematikán alapuló gazdasági modellek fő kiindulópontja, hogy minden előfordulható végkifejletnek van egy az egyén számára kívánatos szubjektív értéke. Ez a szubjektív érték az egyéntől függően változik, de mindenképpen egy objektív érték, méghozzá a végkifejlet utáni pénzben gazdagság függvénye. Ezt a szubjektív értéket kell megszorozni a szóban forgó végkifejlet valószínűségével, s így egy logikus, racionális, a matematika számára megfelelő modellt kapunk. Kahneman és Tversky modelljükben szerint amennyire csak lehetséges, meg kell tartani a racionális matematikai eljárás alapelveit — elég csak egyes részműveleteket helyettesíteni olyan műveletekkel, amelyek pontosabban illeszkednek a pszichológiai kísérleti tényekhez.
Ez két fő változtatást eredményez: A végkifejlet értékét, nem közvetlenül a valószínűséggel szorozzuk meg, hanem egy olyan torzított függvénnyel, mely jobban megfelel az emberi valószínűségérzékelésnek. A végkifejletet nem az abszolút értékhez viszonyítjuk, hanem a jelenlegi állapothoz. Ez azt jelenti, hogy a szubjektív hasznossági függvény nulla pontja, azaz origója nem az abszolút nulla, hanem mindig a jelenlegi állapot. Ehhez a relatív nullaponthoz képest a függvény másképp „reagál” a veszteségre, mint a nyereségre. Kahneman és Tversky számos kísérleti eredmény alapján szerkesztették meg a görbét, melyről képesek vagyunk leolvasni, az emberi kockázatérzékelési, és döntési mechanizmusokat.

### Torzítások és heurisztikák az emberi kognícióban
- Szerencsejátékos torzítása. Ennek lényege, hogy egy olyan esetben, ha egy illető hatszori feldobás alkalmával mindig fejet dobott, akkor az emberek a következő dobás valószínűségének értékelésekor az írásnak nagyobb esélyt szavaznak. Ennek oka, hogy az emberek nem veszik észre, hogy ezek a véletlen események függetlenek egymástól.[9]
- A reprezentativitási heurisztika miatt az emberek a valószínűségeket az alapján becsülik meg, hogy egy eset mennyire hasonlít egy osztályhoz. A  lényege, hogy az embereknek hajlamuk van arra, hogy inkább a hasonlóság, mint a logikusan kiszámítható valószínűségek alapján hozzanak döntéseket. Az alapján döntünk, hogy egy adott inger mennyire hasonlít sztereotip elvárásainkhoz. Például: István nagyon félénk, és visszahúzódó, rendszerető ember, a részletek megszállottja. Egy választandó listából inkább választjuk a könyvtárost, mint a mezőgazdászt, pedig az utóbbiból több van.[9]
- Keresési torzítás szerint azok a szavak, melyek egy adott betűvel kezdődnek, könnyebben előhívhatók, mint azok, amelyekben az adott betű nem kezdő pozícióban van.[9]
- Az előhívási torzítás lényege, hogy az emberek a könnyen előhívható események valószínűségét túlbecsülik (például repülőszerencsétlenség).[9]
- A lehorgonyzási és igazítási heurisztika alapján azt mondhatjuk, hogy a végeredmény függ az első operandus értékétől, amelyhez lehorgonyozzuk a számításainkat, míg az igazítás, amellyel az eredményt korrigáljuk, gyakran elégtelen.[9]

## Lásd még a wikipedián
- Daniel Kahneman
- Gazdaságpszichológia

## Fordítás
- Ez a szócikk részben vagy egészben  az   Amos Tversky című angol Wikipédia-szócikk fordításán alapul.  Az eredeti cikk szerkesztőit annak laptörténete sorolja fel. Ez a jelzés csupán a megfogalmazás eredetét és a szerzői jogokat jelzi, nem szolgál a cikkben szereplő információk forrásmegjelöléseként.